# Шафаревич, Андрей Игоревич
Андре́й И́горевич Шафаре́вич (род. 1 сентября 1963, Москва) — российский математик, специалист в области математической физики, дифференциальной геометрии, тензорной алгебры и анализа, математической теории уравнений гидродинамики . Доктор физико-математических наук, член-корреспондент РАН по Отделению математических наук (2016). Профессор кафедры дифференциальной геометрии и приложений, с 2019 года декан механико-математического факультета МГУ; профессор и заместитель заведующего кафедрой математики Института нано-, био-, информационных, когнитивных и социогуманитарных наук и технологий МФТИ. Руководитель гранта «Университеты России», участник грантов РФФИ, DFG, INTAS. Преподаёт в ГОУ ЦО № 2030.

## Биография
Родился 1 сентября 1963 года в Москве в семье известного математика И. Р. Шафаревича (1923—2017). Окончил физический факультет МГУ в 1987 году. В том же году поступил в аспирантуру физического факультета МГУ, научный руководитель — В. П. Маслов. В 1990 году защитил кандидатскую диссертацию по теме «Асимптотические решения эволюционных задач с быстроменяющимися коэффициентами и локализованными начальными условиями».

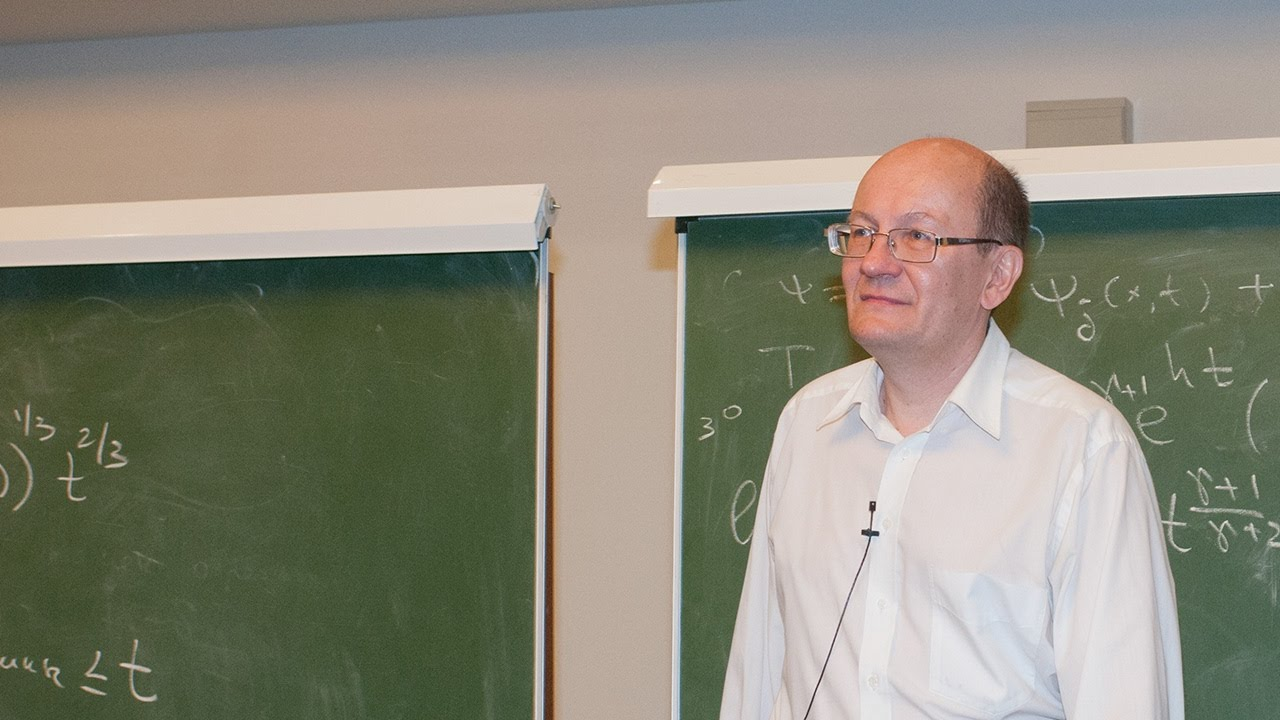

С 1994 года работает старшим научным сотрудником кафедры дифференциальной геометрии и приложений механико-математического факультета МГУ. Докторскую диссертацию по теме «Локализованные решения уравнений Навье-Стокса» защитил на той же кафедре в 1999 году. В 2002 году получил должность профессора кафедры.
25 ноября 2019 избран деканом механико-математического факультета МГУ.